# Espondiloartropatia
Espondiloartropatias são doenças inflamatórias da articulação da coluna vertebral associadas com a molécula HLA-B27 do MHC classe I. O termo espondiloartropatia soronegativa é usado por médicos porque esse conjunto de condições pode simular doenças reumatóides como a artrite reumatóide, mas os exames sorológicos (de sangue) são tipicamente negativos para o fator reumatóide (RhF).
Trata-se de um termo intimamente relacionado com espondilite, inflamação.

## Exemplos
Os subgrupos (com frequência HLA-B27 aumentada) são:
- espondilite anquilosante brancos (92%),
- espondilite anquilosante negros (50%),
- artrite reativa (síndrome de Reiter) (60-80%),
- artrite enteropática associada com doença inflamatória intestinal (DII, 60%),
- artrite psoriática (60%),
- uveíte anterior isolada aguda (50%), e
- espondiloartropatia não diferenciada (20-25%).

A doença de Whipple e a doença de Behçet podem também ser relacionadas ao HLA-B27.